# Faye Dunaway
Dorothy Faye Dunaway (Bascom (Florida), 14 januari 1941) is een Amerikaans actrice.

## Biografie
Dunaway is de dochter van een sergeant in het Amerikaanse leger. Ze studeerde aan de toneelafdeling van de Boston University en aan de University of Florida. Begin jaren zestig debuteerde ze als actrice op Broadway. Haar filmdebuut maakte ze in 1967, toen ze in Hurry Sundown speelde. In datzelfde jaar speelde ze Bonnie in de film Bonnie and Clyde. Deze rol leverde haar een Oscar-nominatie op. Ook voor haar rol in Chinatown (1974) werd ze voor een Oscar genomineerd. In 1976 won ze een Oscar voor de beste vrouwelijke hoofdrol in de film Network.
Vanaf de jaren tachtig speelde ze kleinere rollen. Ze is twee keer getrouwd en tweemaal gescheiden. Van 1 augustus 1974 tot haar scheiding in 1979 was ze gehuwd met Peter Wolf, leadzanger van The J. Geils Band. In 1984 trouwde ze met Terry O'Neill, een Britse fotograaf. Met O'Neill heeft ze één kind.

## Films
- Hurry Sundown (1967)
- The Happening (1967)
- Bonnie and Clyde (1967)
- The Thomas Crown Affair (1968)
- Amanti (1968)
- The Extraordinary Seaman (1969)
- The Arrangement (1969)
- Little Big Man (1970)
- Puzzle of a Downfall Child (1970)
- La Maison sous les arbres (1971)
- Doc (1971)
- Oklahoma Crude (1973)
- The Three Musketeers (1973)
- Chinatown (1974)
- The Towering Inferno (1974)
- The Four Musketeers (1974)
- Three Days of the Condor (1975)
- Network (1976)
- Voyage of the Damned (1976)
- Eyes of Laura Mars (1978)
- The Champ (1979)
- The First Deadly Sin (1980)
- Mommie Dearest (1981)
- The Wicked Lady (1983)
- Ordeal by Innocence (1984)
- Supergirl (1984)
- Barfly (1987)
- Midnight Crossing (1988)
- The Gamble (1988)
- Burning Secret (1988)

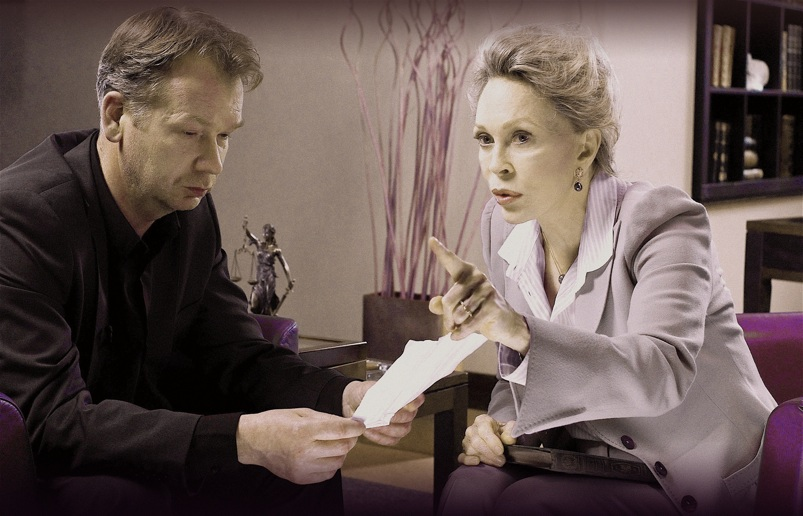
Faye Dunaway, Mirosław Baka, Balladyna (2009)

- Frames from the Edge (1989) (documentaire)
- On a Moonlit Night (1989)
- Wait Until Spring, Bandini (1989)
- The Handmaid's Tale (1990)
- The Two Jakes (1990) (alleen stem)
- Scorchers (1991)
- Double Edge (1992)
- Arizona Dream (1993)
- The Temp (1993)
- Unzipped (1995) (documentaire)
- Don Juan DeMarco (1995)
- Drunks (1995)
- Dunston Checks In (1996)
- Albino Alligator (1996)
- The Chamber (1996)
- In Praise of Older Women (1997)
- Gia (1998)
- Love Lies Bleeding (1999)
- The Thomas Crown Affair (1999)
- The Messenger: The Story of Joan of Arc (1999)
- The Yards (2000)
- Stanley's Gig (2000)
- Yellow Bird (2001)
- Festival in Cannes (2001) (Cameo)
- Mid-Century (2002)
- Changing Hearts (2002)
- The Rules of Attraction (2002)
- The Calling (2002)
- Blind Horizon (2003)
- Last Goodbye (2004)
- El Padrino (2004)
- Jennifer's Shadow (2004)
- Ghosts Never Sleep (2005)
- Taking Charge (2005)
- Cut Off (2006)
- Love Hollywood Style (2006)
- Rain (2006)
- Cougar Club (2007)
- Say It in Russian (2007)
- The Gene Generation (2007)
- Flick (2008)
- La Rabbia (2008)
- The Seduction of Dr. Fugazzi (2009)
- Midnight Bayou (2009) (televisiefilm)
- Caroline & The Magic Stone (2009)
- Balladyna (2009)
- A Family Thanksgiving (2010) (televisiefilm)
- Master Class (2013)
- The Case for Christ (2017)

## Gastrollen
- Grey's Anatomy, "An Honest Mistake", 19 februari 2009
- CSI: Crime Scene Investigation, "Kiss-Kiss Bye-Bye", 26 januari 2006
- Alias (2002-2003)
- Road to Avonlea, "What a Tangled Web We Weave", 19 maart 1995

## Oscars en Oscarnominaties
- 1968 - genomineerd voor Bonnie and Clyde
- 1975 - genomineerd voor Chinatown
- 1977 - Oscar voor beste vrouwelijke hoofdrol in Network